# Rubidoux
Rubidoux [ˈruːbɨdoʊ] ist ein Stadtteil von Jurupa Valley im Riverside County im US-Bundesstaat Kalifornien. Der ehemalige Census-designated place wurde zum 1. Juli 2011 eingemeindet. Im Jahr 2010 wurden 34.280 Einwohner gezählt.
Am 1. Juli 2011 wurde Rubidoux mit Glen Avon, Mira Loma, Pedley und Sunnyslope zur Stadt Jurupa Valley zusammengelegt.

## Geografie
Rubidoux lag im Nordwesten des Riverside Countys in Kalifornien, USA. Der Ort hatte 34.280 Einwohner (Stand: 2010) und dehnte sich auf eine Fläche von 25,757 km² aus, von der 25,017 km² Land- und 0,740 km² Wasserfläche waren. Im Süden und Osten grenzte der Ort an Riverside. Der Mount Rubidoux befindet sich östlich von Rubidoux am gegenüberliegenden Ufer des Santa Ana River.
Wie der Großteil des exponierenden Inland Empires hat sich auch Rubidoux innerhalb kurzer Zeit von einem ländlichen Ort zu einer Trabantenstadt entwickelt. Im Jahr 2000 hatte Rubidoux von allen Orten im Inland Empire und im Riverside County, die keine Citys waren, die meisten Einwohner.

## Geschichte
Der Ortsname geht auf Louis Rubidoux zurück, der sich 1843 im heutigen Rubidoux ansiedelte. Als Nachfahre französischer Kanadier war Rubidoux' Großvater von Québec nach St. Louis, Missouri ausgewandert, wo er Pelzhändler wurde. Als 1803 St. Louis Teil der Vereinigten Staaten wurde, erhielten Rubidoux und seine Brüder die US-amerikanische Staatsbürgerschaft. Louis Rubidoux war aufgrund seiner Tätigkeit als Alcalde von Santa Fe, New Mexico, auch Mexikaner. Der Ort Rubidoux befindet sich heute auf dem Land, das zur Rancho Jurupa gehörte, der Farm der Familie Rubidoux.
Am 8. März 2011 entschieden sich die Bürger der Census-designated places Mira Loma, Pedley, Rubidoux, Glen Avon und Sunnyslope mit 54,03 % Ja-Stimmen für eine Zusammenlegung ihrer Heimatorte zur neuen City of Jurupa Valley. Die Entscheidung wurde am 1. Juli 2011 wirksam.

## Politik
Rubisoux war Teil des 31. Distrikts im Senat von Kalifornien, der momentan vom Demokraten Richard Roth vertreten wird, und dem 66. Distrikt der California State Assembly, vertreten vom Demokraten Al Muratsuchi. Des Weiteren gehörte Rubidoux Kaliforniens 44. Kongresswahlbezirk an, der einen Cook Partisan Voting Index von D+29 hat und von der Demokratin Janice Hahn vertreten wird.